# Rostislav (nome)
Rostislav (in cirillico: Ростислав) è un nome proprio di persona ceco e russo maschile.

## Varianti in altre lingue
- Slovacco: Rastislav

## Origine e diffusione
Continua un nome slavo medievale, composto dai termini rasti ("crescita") e slava ("gloria"). Il secondo elemento, assai diffuso nell'onomastica slava, si ritrova anche nei nomi Vatroslav, Borislav, Ladislao, Dobrosław e vari altri.

## Onomastico
Il nome è adespota, non essendo portato da alcun santo, quindi l'onomastico ricade il 1º novembre, giorno di Ognissanti.

## Persone

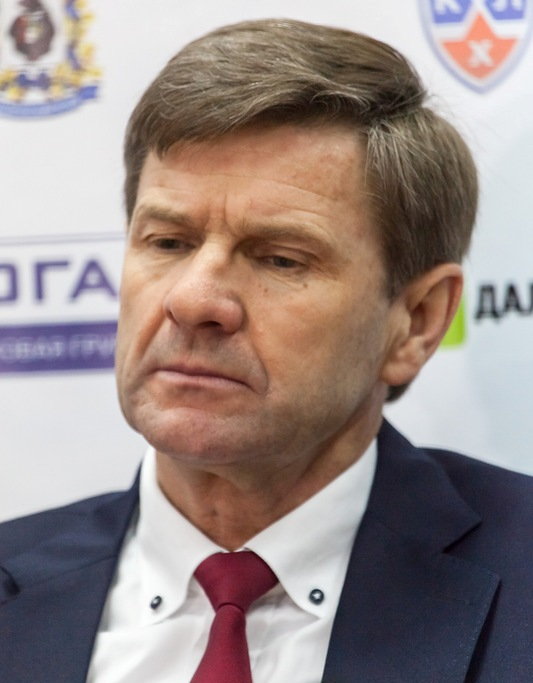
Rostislav Čada

- Rostislav I e Rostislav II, Principe di Kiev
- Rostislav Čada, allenatore di hockey su ghiaccio ed ex hockeista su ghiaccio ceco
- Rostislav Michajlovič, membro della dinastia rjurikide
- Rostislav Romanov, membro della famiglia Romanov
- Rostislav Stratimirovič, rivoluzionario bulgaro
- Rostislav Václavíček, calciatore cecoslovacco
- Rostislav Vojáček, calciatore cecoslovacco

### Variante Rastislav
- Rastislav Kostka, calciatore slovacco
- Rastislav Michalík, calciatore slovacco